# 昭披耶·那空是貪瑪叻 (努)
昭披耶·那空是貪瑪叻 (努)即帕·巴叻（พระปลัด），是18世紀那空是貪瑪叻王國的統治者。
那空是貪瑪叻王國位於今日泰國南部地區，原為阿瑜陀耶王國的屬國。1767年，緬甸攻陷阿瑜陀耶，阿瑜陀耶王國滅亡。隨後，努宣佈獨立，並對外擴張，其領土北至素叻他尼府猜亞縣、南鄰北大年蘇丹國。
1769年4月，鄭昭派昭披耶·扎克里 (穆)為主將，通鑾、汶瑪、披耶·碧差武里為副將，領兵五千人南下攻打那空是貪瑪叻。因主將與副將不和，這支軍隊戰敗，披耶·碧差武里陣亡，昭披耶·扎克里 (穆)被俘。鄭昭召回汶瑪，以昭披耶·宋加洛取代之；鄭昭親自率海軍突襲那空是貪瑪叻。10月，鄭昭率海軍至那空是貪瑪叻，擊潰了沒有防備的守軍並佔領了該城。努出奔北大年，被北大年蘇丹逮捕，連同其家屬一起移交給鄭昭。鄭昭赦免其罪，讓他及其家屬居住在吞武里，另外任命努的一個侄兒統治那空是貪瑪叻。鄭昭還娶了努的一個女兒為妃子。